# NBA 75주년 팀
NBA 75주년 팀(영어: NBA 75th Anniversary Team)는 2021년 2월 20일에 NBA 출범 75주년을 기념하여 선정한 올스타이며, 은퇴선수와 현역선수 포함해 75명을 선정했다. 
75명의 선수 명단을 작성하는 임무를 맡은 위원회는 투표에서 동점으로 인해 76번째 선수를 추가로 선정했다.
76명의 선수들 중 45명이 나중에 2022년 올스타전 하프타임에 클리블랜드에 모였다.

## NBA 75주년 팀 (NBA 75th Anniversary Team)
| 이름              | 포지션      | 팀 |
| ----------------- | ----------- | --- |
| 카림 압둘 자바    | 센터        | 밀워키 벅스 (1969년~1975년) 로스앤젤레스 레이커스 (1975년~1989년) |
| 레이 알렌         | 가드        | 밀워키 벅스 (1996년~2003년) 시애틀 슈퍼소닉스 (2003년~2007년) 보스턴 셀틱스 (2007년~2012년) 마이애미 히트 (2012년~2014년) |
| 야니스 아데토쿤보 | 포워드      | 밀워키 벅스 (2013년~현재) |
| 카멜로 앤서니     | 포워드      | 덴버 너기츠 (2003년~2011년) 뉴욕 닉스 (2011년~2017년) 오클라호마시티 선더 (2017년~2018년) 휴스턴 로키츠 (2018년~2019년) 포틀랜드 트레일블레이저스 (2019년~2021년) 로스앤젤레스 레이커스 (2021년~2022년) |
| 네이트 아치볼트   | 가드        | 신시내티 로열스 (1970년~1972년) 캔자스시티-오마하 로열스 (1972년~1975년) 캔자스시티 킹스 (1975년~1976년) 뉴욕 네츠 (1976년~1977년) 보스턴 셀틱스 (1978년~1983년) 밀워키 벅스 (1983년~1984년) |
| 폴 아리진         | 포워드/가드 | 필라델피아 워리어스 (1950년~1962년) |
| 찰스 바클리       | 포워드      | 필라델피아 세븐티식서스 (1984년~1992년) 피닉스 선스 (1992년~1996년) 휴스턴 로키츠 (1996년~2000년) |
| 릭 베리           | 포워드      | 샌프란시스코 워리어스 (1965년~1967년) 오클랜드 오크스 (1968년~1969년) 워싱턴 캡스 (1969년~1970년) 뉴욕 네츠 (1970년~1972년) 골든스테이트 워리어스 (1972년~1978년) 휴스턴 로키츠 (1978년~1980년) |
| 엘진 베일러       | 포워드      | 미니애폴리스 레이커스 (1958년~1960년) 로스앤젤레스 레이커스 (1960년~1971년) |
| 데이브 빙         | 가드        | 디트로이트 피스턴스 (1966년~1975년) 워싱턴 불리츠 (1975년~1977년) 보스턴 셀틱스 (1977년~1978년) |
| 래리 버드         | 포워드      | 보스턴 셀틱스 (1979년~1992년) |
| 코비 브라이언트   | 가드        | 로스앤젤레스 레이커스 (1996년~2016년) |
| 윌트 체임벌린     | 센터        | 필라델피아 워리어스 (1959년~1962년) 샌프란시스코 워리어스 (1962년~1965년) 필라델피아 세븐티식서스 (1965년~1968년) 로스앤젤레스 레이커스 (1968년~1973년) |
| 밥 쿠지           | 가드        | 보스턴 셀틱스 (1950년~1963년) 신시내티 로열스 (1969년~1970년) |
| 데이브 코웬스     | 센터/포워드 | 보스턴 셀틱스 (1970년~1980년) 밀워키 벅스 (1982~년1983년) |
| 빌 커닝햄         | 포워드/센터 | 필라델피아 세븐티식서스 (1965년~1972년) 캐롤라이나 쿠커스 (1972년~1974년) 필라델피아 세븐티식서스 (1974년~1976년) |
| 스테픈 커리       | 가드        | 골든스테이트 워리어스 (2009년~현재) |
| 앤서니 데이비스   | 포워드/센터 | 뉴올리언스 호니츠/뉴올리언스 펠리컨스 (2012년~2019년) 로스앤젤레스 레이커스 (2019년~2025년) 댈러스 매버릭스 (2025년~현재) 텍사스 레전즈 (2025년) |
| 데이브 드버슈어   | 포워드/가드 | 디트로이트 피스턴스 (1962년~1968년) 뉴욕 닉스 (1968년~1974년) |
| 클라이드 드렉슬러 | 가드/포워드 | 포틀랜드 트레일블레이저스 (1983년~1995년) 휴스턴 로키츠 (1995년~1998년) |
| 팀 덩컨           | 포워드/센터 | 샌안토니오 스퍼스 (1997년~2016년) |
| 케빈 듀랜트       | 포워드      | 시애틀 슈퍼소닉스 (2007년~2008년) 오클라호마시티 선더 (2008년~2016년) 골든스테이트 워리어스 (2016년~2019년) 브루클린 네츠 (2019년~2023년) 피닉스 선스 (2023년~현재) |
| 줄리어스 어빙     | 포워드/가드 | 버지니아 스콰이어스 (1971년~1973년) 뉴욕 네츠 (1973년~1976년) 필라델피아 세븐티식서스 (1976년~1987년) |
| 패트릭 유잉       | 센터/포워드 | 뉴욕 닉스 (1985년~2000년) 시애틀 슈퍼소닉스 (2000년~2001년) 올랜도 매직 (2001년~2002년) |
| 월트 프레이저     | 가드        | 뉴욕 닉스 (1967년~1977년) 클리블랜드 캐벌리어스 (1977년~1980년) |
| 케빈 가넷         | 포워드/센터 | 미네소타 팀버울브스 (1995년~2007년) 보스턴 셀틱스 (2007년~2013년) 브루클린 네츠 (2013년~2015년) 미네소타 팀버울브스 (2015년~2016년) |
| 조지 거빈         | 가드/포워드 | 버지니아 스콰이어스 (1972년~1974년) 샌안토니오 스퍼스 (1974년~1985년) 시카고 불스 (1985년~1986년) |
| 핼 그리어         | 가드/포워드 | 시라큐스 내셔널즈 (1958년~1963년) 필라델피아 세븐티식서스 (1963년~1973년) |
| 제임스 하든       | 가드        | 오클라호마시티 선더 (2009년~2012년) 휴스턴 로키츠 (2012년~2021년) 브루클린 네츠 (2021년~2022년) 필라델피아 세븐티식서스 (2022년~2023년) 로스앤젤레스 클리퍼스 (2023년~현재) |
| 존 하블리첵       | 포워드/가드 | 보스턴 셀틱스 (1962년~1978년) |
| 엘빈 헤이즈       | 포워드/센터 | 샌디에이고 로키츠 (1968년~1971년) 휴스턴 로키츠 (1971년~1972년, 1981년~1984년) 볼티모어 불리츠 (1972년~1973년) 캐피털 불리츠 (1973년~1974년) 워싱턴 불리츠 (1974년~1981년) |
| 앨런 아이버슨     | 가드        | 필라델피아 세븐티식서스 (1996년~2006년) 덴버 너기츠 (2006년~2008년) 디트로이트 피스턴스 (2008년~2009년) 멤피스 그리즐리스 (2009년) 필라델피아 세븐티식서스 (2009년~2010년) |
| 르브론 제임스     | 포워드      | 클리블랜드 캐벌리어스 (2003년~2010년) 마이애미 히트 (2010년~2014년) 클리블랜드 캐벌리어스 (2014년~2018년) 로스앤젤레스 레이커스 (2018년~현재) |
| 매직 존슨         | 가드/포워드 | 로스앤젤레스 레이커스 (1979년~1991년, 1995년~1996년) |
| 샘 존스           | 가드/포워드 | 보스턴 셀틱스 (1957년~1969년) |
| 마이클 조던       | 가드/포워드 | 시카고 불스 (1984년~1993년, 1994년~1998년) 워싱턴 위저즈 (2001년~2003년) |
| 제이슨 키드       | 가드        | 댈러스 매버릭스 (1994년~1996년) 피닉스 선스 (1996년~2001년) 뉴저지 네츠 (2001년~2008년) 댈러스 매버릭스 (2008년~2012년) 뉴욕 닉스 (2012년~2013년) |
| 카와이 레너드     | 포워드      | 샌안토니오 스퍼스 (2011년~2018년) 토론토 랩터스 (2018년~2019년) 로스앤젤레스 클리퍼스 (2019년~현재) |
| 제리 루카스       | 포워드/센터 | 신시내티 로열스 (1963년~1969년) 샌프란시스코 워리어스 (1969년~1971년) 뉴욕 닉스 (1971년~1974년) |
| 칼 멀론           | 포워드      | 유타 재즈 (1985년~2003년) 로스앤젤레스 레이커스 (2003년~2004년) |
| 모제스 멀론       | 센터/포워드 | 유타 스타즈 (1974년~1975년) 스피릿츠 오브 세인트루이스 (1975년~1976년) 버펄로 브레이브스 (1976년) 휴스턴 로키츠 (1976년~1982년) 필라델피아 세븐티식서스 (1982년~1986년, 1993년~1994년) 워싱턴 불리츠 (1986년~1988년) 애틀랜타 호크스 (1988년~1991년) 밀워키 벅스 (1991년~1993년) 샌안토니오 스퍼스 (1994년~1995년) |
| 피트 마라비치     | 가드        | 애틀랜타 호크스 (1970년~1974년) 뉴올리언스 재즈 (1974년~1979년) 유타 재즈 (1979년~1980년) 보스턴 셀틱스 (1979년~1980년) |
| 밥 맥아두         | 포워드/센터 | 버펄로 브레이브스 (1970년~1976년) 뉴욕 닉스 (1976년~1979년) 보스턴 셀틱스 (1979년) 디트로이트 피스턴스 (1979년~1981년) 로스앤젤레스 레이커스 (1981년~1985년) 필라델피아 세븐티식서스 (1986년) |
| 케빈 맥헤일       | 포워드/센터 | 보스턴 셀틱스 (1980년~1993년) |
| 조지 마이컨       | 센터        | 미니애폴리스 레이커스 (1948년~1954년, 1956년) |
| 레지 밀러         | 가드        | 인디애나 페이서스 (1987년~2005년) |
| 얼 먼로           | 가드        | 볼티모어 불리츠 (1967년~1971년) 뉴욕 닉스 (1971년~1980년) |
| 스티브 내시       | 가드        | 피닉스 선스 (1996년~1998년) 댈러스 매버릭스 (1998년~2004년) 피닉스 선스 (2004년~2012년) 로스앤젤레스 레이커스 (2012년~2016년) |
| 디르크 노비츠키   | 포워드      | 댈러스 매버릭스 (1998년~2019년) |
| 샤킬 오닐         | 센터        | 올랜도 매직 (1992년~1996년) 로스앤젤레스 레이커스 (1996년~2004년) 마이애미 히트 (2004년~2008년) 피닉스 선스 (2008년~2009년) 클리블랜드 캐벌리어스 (2009년~2010년) 보스턴 셀틱스 (2010년~2011년) |
| 하킴 올라주원     | 센터        | 휴스턴 로키츠 (1984년~2001년) 토론토 랩터스 (2001년~2002년) |
| 로버트 패리시     | 센터        | 골든스테이트 워리어스 (1976년~1980년) 보스턴 셀틱스 (1980년~1994년) 샬럿 호니츠 (1994년~1996년) 시카고 불스 (1996년~1997년) |
| 크리스 폴         | 가드        | 뉴올리언스 호니츠 (2005년~2011년) 로스앤젤레스 클리퍼스 (2011년~2017년) 휴스턴 로키츠 (2017년~2019년) 오클라호마시티 선더 (2019년~2020년) 피닉스 선스 (2020년~2023년) 워싱턴 위저즈 (2023년) 골든스테이트 워리어스 (2023년~2024년) 샌안토니오 스퍼스 (2024년~현재)                                                 |
| 게리 페이턴       | 가드        | 시애틀 슈퍼소닉스 (1990년~2003년) 밀워키 벅스 (2003년) 로스앤젤레스 레이커스 (2003년~2004년) 보스턴 셀틱스 (2004년~2005년) 마이애미 히트 (2005년~2007년) |
| 밥 페티트         | 포워드/센터 | 밀워키 호크스 (1954년~1955년) 세인트루이스 호크스 (1955년~1965년) |
| 폴 피어스         | 포워드      | 보스턴 셀틱스 (1999년~2013년) 브루클린 네츠 (2013년~2014년) 워싱턴 위저즈 (2014년~2015년) 로스앤젤레스 클리퍼스 (2015년~2017년) |
| 스카티 피펜       | 포워드/가드 | 시카고 불스 (1987년~1998년) 휴스턴 로키츠 (1998년~1999년) 포틀랜드 트레일블레이저스 (1999년~2003년) 시카고 불스 (2003년~2004년) |
| 윌리스 리드       | 센터/포워드 | 뉴욕 닉스 (1964년~1974년) |
| 오스카 로버트슨   | 가드/포워드 | 신시내티 로열스 (1960년~1970년) 밀워키 벅스 (1970년~1974년) |
| 데이비드 로빈슨   | 센터        | 샌안토니오 스퍼스 (1989년~2003년) |
| 데니스 로드먼     | 포워드      | 디트로이트 피스턴스 (1986년~1993년) 샌안토니오 스퍼스 (1993년~1995년) 시카고 불스 (1995년~1998년) 로스앤젤레스 레이커스 (1999년) 댈러스 매버릭스 (2000년) |
| 빌 러셀           | 센터        | 보스턴 셀틱스 (1956년~1969년) |
| 돌프 세이즈       | 포워드/센터 | 시라큐스 내셔널즈 (1949년~1963년) 필라델피아 세븐티식서스 (1963년~1964년) |
| 빌 셔먼           | 가드        | 워싱턴 캐피털스 (1950년~1951년) 보스턴 셀틱스 (1951년~1961년) |
| 존 스톡턴         | 가드        | 유타 재즈 (1984년~2003년) |
| 아이제이아 토머스 | 가드        | 디트로이트 피스턴스 (1981년~1994년) |
| 네이트 써몬드     | 센터/포워드 | 샌프란시스코 워리어스 (1963년~1971년) 골든스테이트 워리어스 (1971년~1974년) 시카고 불스 (1974년~1975년) 클리블랜드 캐벌리어스 (1975년~1977년) |
| 웨스 언셀드       | 센터/포워드 | 볼티모어 불리츠 (1968년~1973년) 캐피털 불리츠 (1973년~1974년) 워싱턴 불리츠 (1974년~1981년) |
| 드웨인 웨이드     | 가드        | 마이애미 히트 (2003년~2016년) 시카고 불스 (2016년~2017년) 클리블랜드 캐벌리어스 (2017년~2018년) 마이애미 히트 (2018년~2019년) |
| 빌 월튼           | 센터/포워드 | 포틀랜드 트레일블레이저스 (1974년~1979년) 샌디에이고 클리퍼스 (1979년~1984년) 로스앤젤레스 클리퍼스 (1984년~1985년) 보스턴 셀틱스 (1985년~1987년) |
| 제리 웨스트       | 가드/포워드 | 로스앤젤레스 레이커스 (1960년~1974년) |
| 러셀 웨스트브룩   | 가드        | 오클라호마시티 선더 (2008년~2019년) 휴스턴 로키츠 (2019년~2020년) 워싱턴 위저즈 (2020년~2021년) 로스앤젤레스 레이커스 (2021년~2023년) 유타 재즈 (2023년) 로스앤젤레스 클리퍼스 (2023년~2024년) 덴버 너기츠 (2024년~현재)                                                                                           |
| 레니 윌킨스       | 가드        | 세인트루이스 호크스 (1960년~1968년) 시애틀 슈퍼소닉스 (1968년~1972년) 클리블랜드 캐벌리어스 (1972년~1974년) 포틀랜드 트레일블레이저스 (1974년~1975년) |
| 도미니크 윌킨스   | 포워드      | 애틀랜타 호크스 (1982년~1994년) 로스앤젤레스 클리퍼스 (1994년) 보스턴 셀틱스 (1994년~1995년) 샌안토니오 스퍼스 (1996년~1997년) 올랜도 매직 (1999년) |
| 제임스 워디       | 포워드      | 로스앤젤레스 레이커스 (1982년~1994년) |

## NBA 역사상 가장 위대한 감독 15명 (Greatest 15 Coaches in NBA History)
| 이름            | 팀 |
| --------------- | --- |
| 레드 아워백     | 워싱턴 캐피털스 (1946년~1949년) 트라이시티스 블랙호크스 (1949년~1950년) 보스턴 셀틱스 (1950년~1965년) |
| 래리 브라운     | 덴버 너기츠 (1976년~1979년) 뉴저지 네츠 (1981년~1983년) 샌안토니오 스퍼스 (1988년~1992년) 로스앤젤레스 클리퍼스 (1992년~1993년) 인디애나 페이서스 (1993년~1997년) 필라델피아 세븐티식서스 (1997년~2003년) 디트로이트 피스턴스 (2003년~2005년) 뉴욕 닉스 (2005년~2006년) 샬럿 밥캐츠 (2008년~2010년) |
| 척 데일리       | 클리블랜드 캐벌리어스 (1982년) 디트로이트 피스턴스 (1983년~1992년) 뉴저지 네츠 (1992년~1994년) 올랜도 매직 (1997년~1999년) |
| 레드 홀즈만     | 밀워키 호크스 (1954년~1955년) 세인트루이스 호크스 (1955년~1956년) 뉴욕 닉스 (1967년~1982년) |
| 필 잭슨         | 시카고 불스 (1989년~1998년) 로스앤젤레스 레이커스 (1999년~2004년, 2005년~2011년) |
| K.C. 존스       | 캐피털 불리츠/워싱턴 불리츠 (1973년~1976년) 보스턴 셀틱스 (1983년~1988년) 시애틀 슈퍼소닉스 (1990년~1992년) |
| 스티브 커       | 골든스테이트 워리어스 (2014년~현재) |
| 돈 넬슨         | 밀워키 벅스 (1976년~1987년) 골든스테이트 워리어스 (1988년~1995년) 뉴욕 닉스 (1995년~1996년) 댈러스 매버릭스 (1997년~2005년) 골든스테이트 워리어스 (2006년~2010년) |
| 그렉 포포비치   | 샌안토니오 스퍼스 (1996년~현재) |
| 잭 램지         | 필라델피아 세븐티식서스 (1968년~1972년) 버펄로 브레이브스 (1972년~1976년) 포틀랜드 트레일블레이저스 (1976년~1986년) 인디애나 페이서스 (1986년~1988년) |
| 팻 라일리       | 로스앤젤레스 레이커스 (1981년~1990년) 뉴욕 닉스 (1991년~1995년) 마이애미 히트 (1995년~2003년, 2005년~2008년) |
| 닥 리버스       | 올랜도 매직 (1999년~2003년) 보스턴 셀틱스 (2004년~2013년) 로스앤젤레스 클리퍼스 (2013년~2020년) 필라델피아 세븐티식서스 (2020년~2023년) 밀워키 벅스 (2024년~현재) |
| 제리 슬로안     | 시카고 불스 (1979년~1982년) 유타 재즈 (1988년~2011년) |
| 에릭 스폴스트라 | 마이애미 히트 (2008년~현재) |
| 레니 윌킨스     | 시애틀 슈퍼소닉스 (1969년~1972년, 1977년~1985년) 포틀랜드 트레일블레이저스 (1974년~1976년) 클리블랜드 캐벌리어스 (1986년~1993년) 애틀랜타 호크스 (1993년~2000년) 토론토 랩터스 (2000년~2003년) 뉴욕 닉스 (2004년~2005년)                                                                            |

## 같이 보기
- NBA 25주년 팀
- NBA 35주년 팀
- NBA 위대한 50인 선수